# Epinephelus clippertonensis
Epinephelus clippertonensis es una especie de peces de la familia Serranidae en el orden de los Perciformes.

## Distribución geográfica
Se encuentra en la isla Clipperton.